# 范士楫
范士楫（？1954年—1665年），字箕生，號橘洲，保定府定兴县人，明末官員。崇禎十年進士。

## 生平
生年不詳。萬曆四十六年（1618年）戊午科順天鄉試第十八名舉人，崇祯十年（1637年）丁丑科會試第十七名，廷試三甲一百五名進士。吏部觀政，本年十二月授阳曲知縣，十三年丁憂，十六年起补洪洞知縣。李自成軍入山西，棄官歸隱。入清官至吏部郎中，順治二年（1645年）任陕西鄉試主考官。康熙四年（1665年），卒。有《橘洲詩集》。
妻马氏，崇祯九年丙子保定城陷，携三女暨妇王氏投井死。

## 家族
曾祖范世坤，庠生，赠大同府同知；祖范锡，大同府同知；父范文源，工部营缮司员外。